# Zájezd (okres Kladno)
Zájezd (Duits: Sajest) is een Tsjechische gemeente in de regio Midden-Bohemen en maakt deel uit van het district Kladno. Het dorp ligt op 9 km afstand van de stad Kladno.
Zájezd telt 141 inwoners (2023).

## Geografie
De gemeente Zájezd bestaat uit de volgende plaatsen:
- Zájezd;
- Bůhzdař.

## Geschiedenis
De eerste schriftelijke vermelding van het dorp dateert van 1316.
Sinds 1960 is Zájezd een zelfstandige gemeente binnen het district Kladno.

## Voorzieningen
Er is een dorpscafé in Zájezd.

## Verkeer en vervoer

### Autowegen
Er leiden regionale wegen naar het dorp. Op 1,5 km afstand van Zájezd ligt snelweg D7.

### Spoorlijnen
Er is geen spoorlijn of station in het dorp. Het dichtstbijzijnde station is Brandýsek, op 4 km afstand. Dat station ligt aan spoorlijn 093 Kralupy nad Vltavou - Kladno.

### Buslijnen
Er zijn twee bushaltes in de gemeente:
| Halte           | Lijn | Route             | Vervoerder                                    |
| --------------- | ---- | ----------------- | --------------------------------------------- |
| Zájezd          | 622  | Kladno - Číčovice | ČSAD MHD Kladno (i.o.v. Arriva Střední Čechy) |
| Zájezd, Bůhzdař | 622  | Kladno - Číčovice | ČSAD MHD Kladno (i.o.v. Arriva Střední Čechy) |

De bushalte Buštěhrad, Bouchalka van lijn 342 Praag-Nádraží - Slaný (vervoerder: POHL Kladno) ligt net buiten Bůhzdař, aan snelweg D7.

## Bezienswaardigheden
- Bedevaartskapel Rosa Mystica;
- Dierentuin van Zájezd.

## Galerĳ

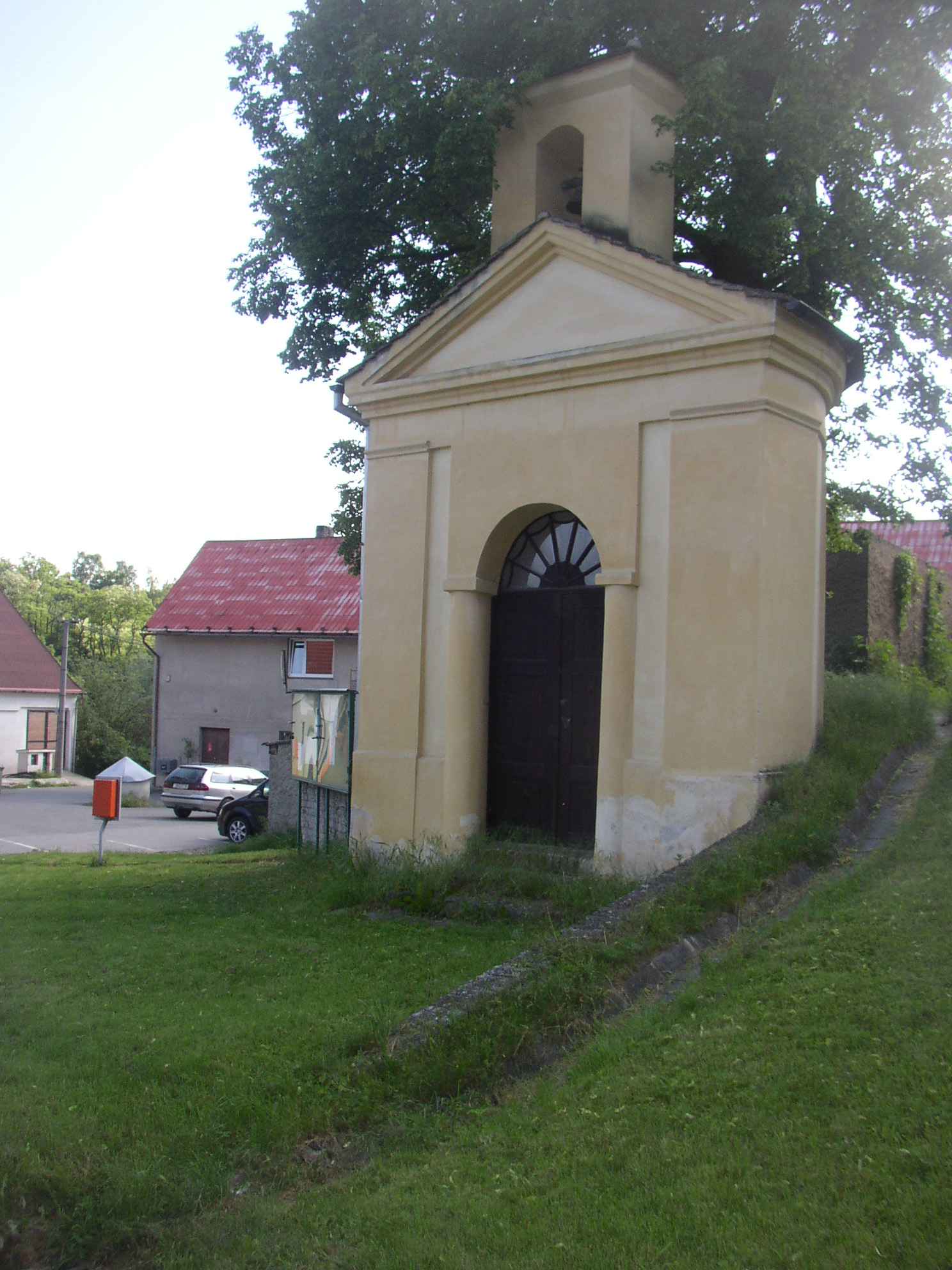
Bedevaartskapel Rosa Mystica
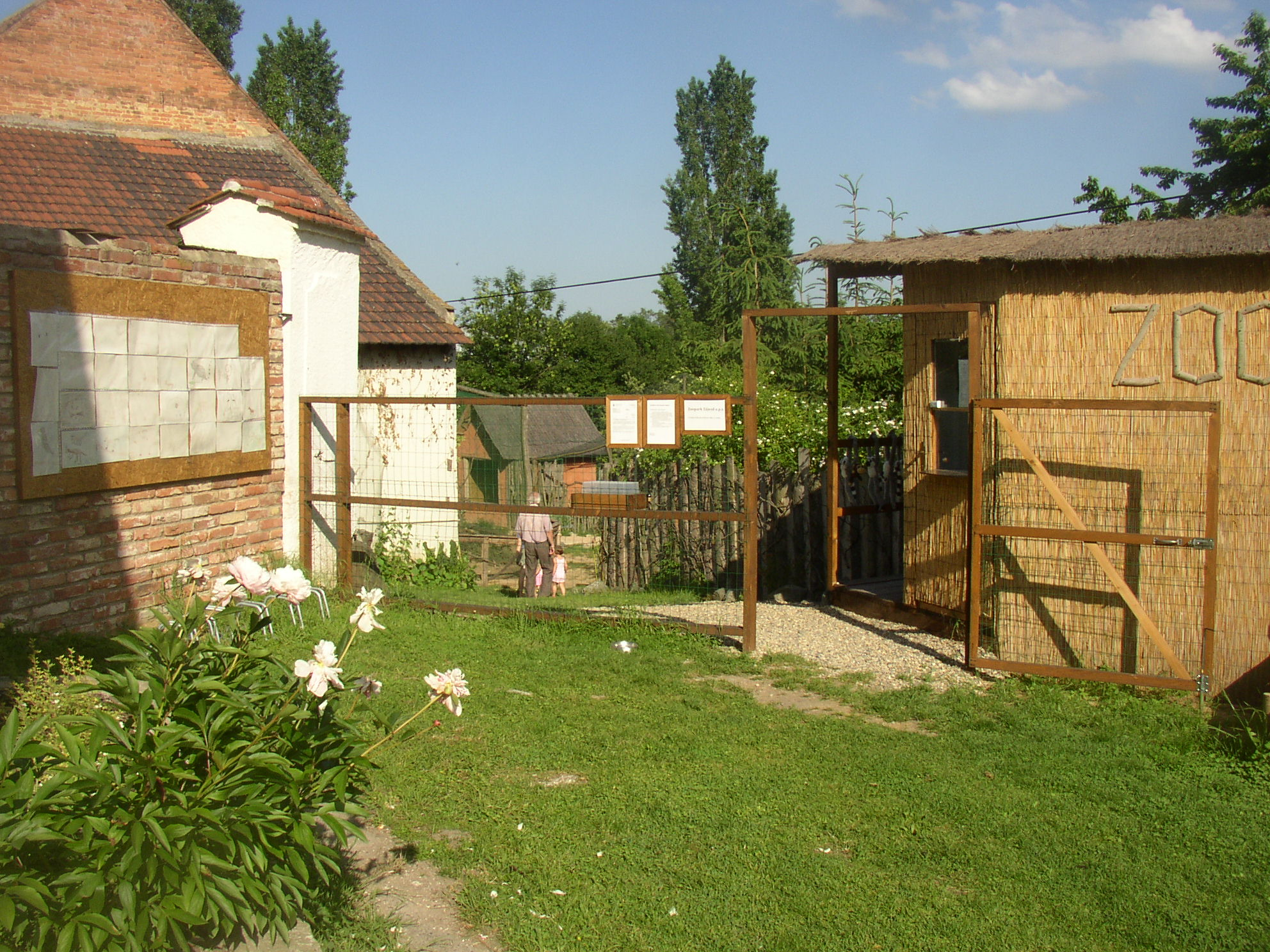
Dierentuinentree
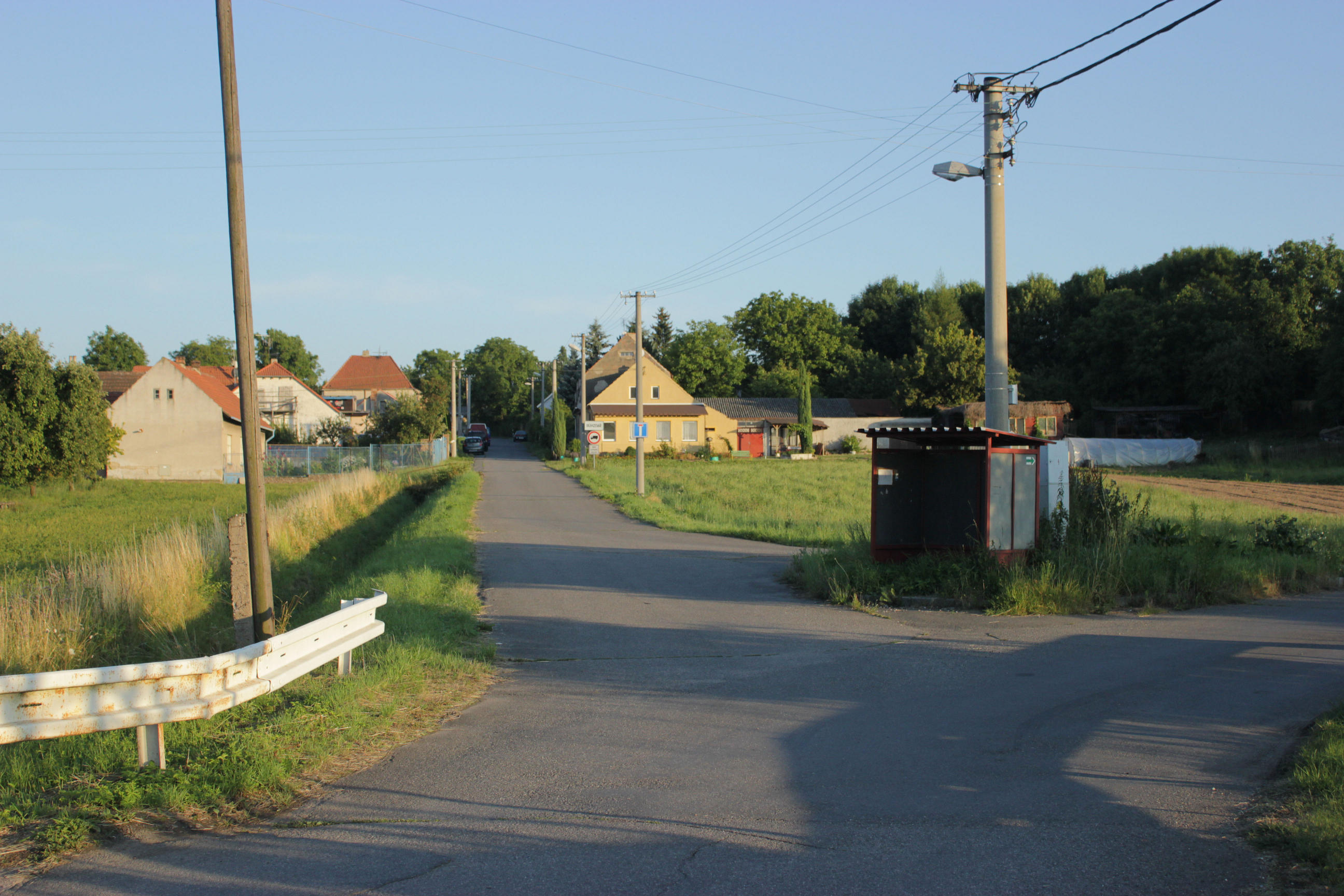
Weg in Zájezd
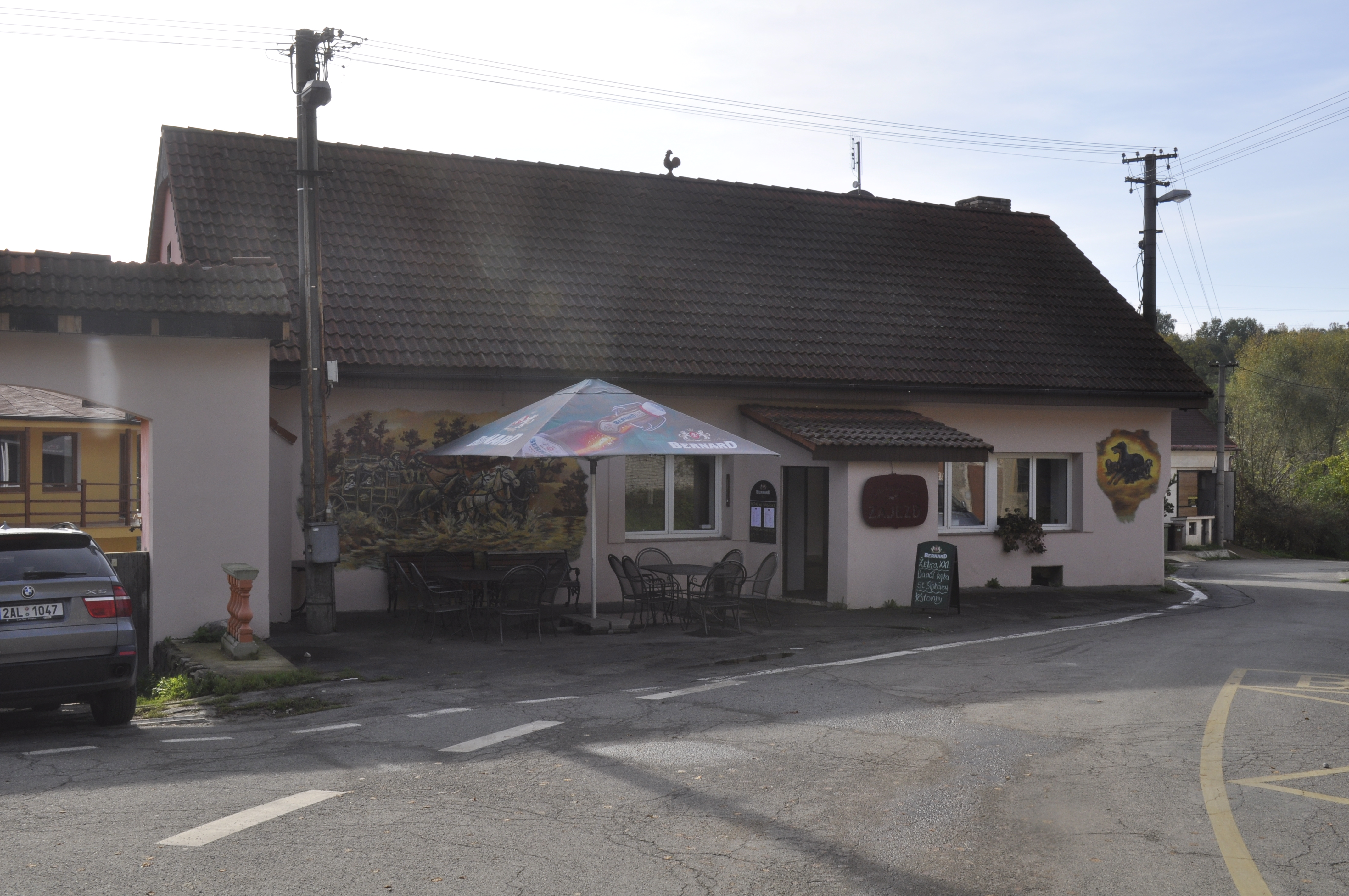
Dorpscafé
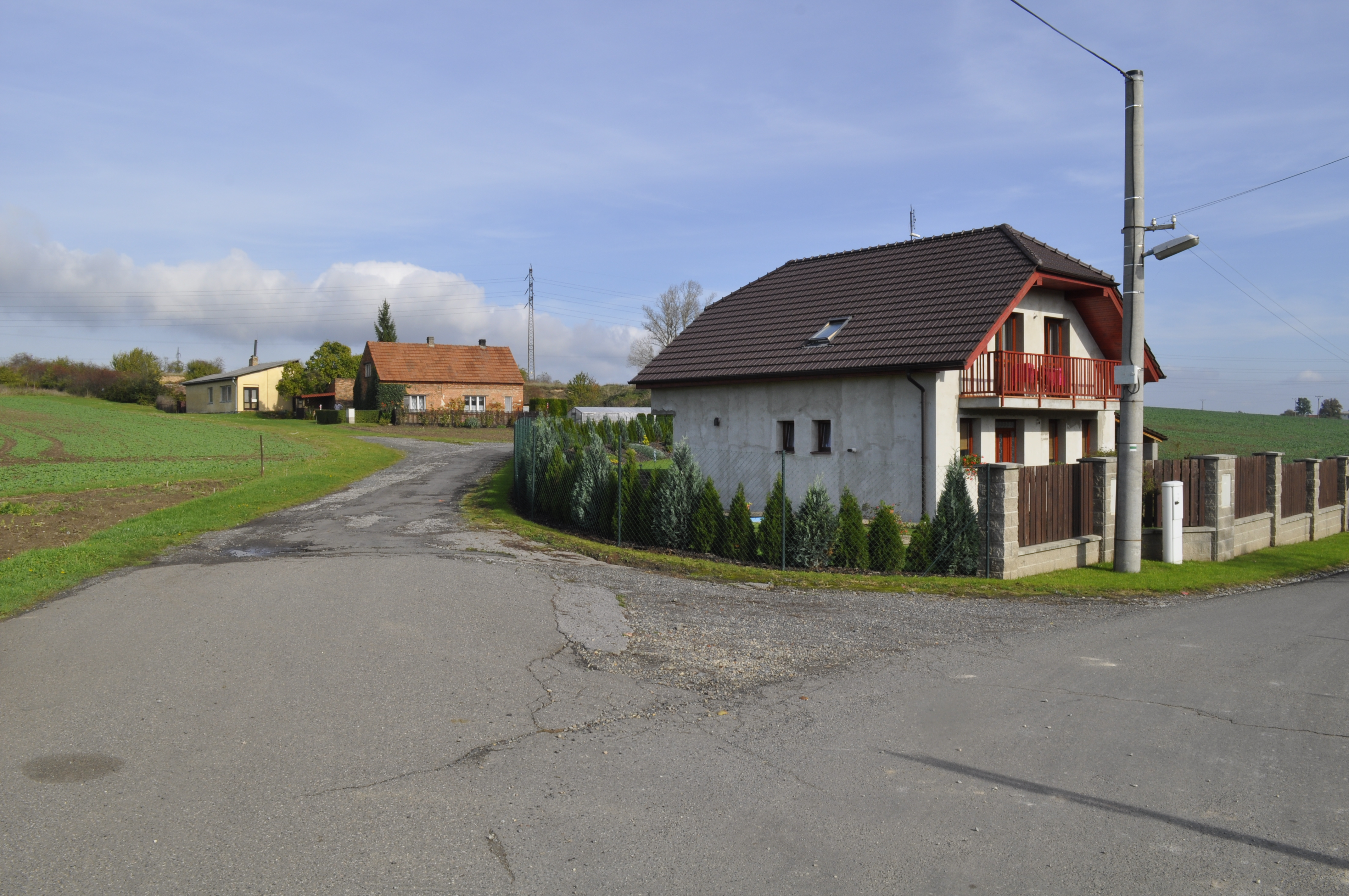
Huis is Zájezd
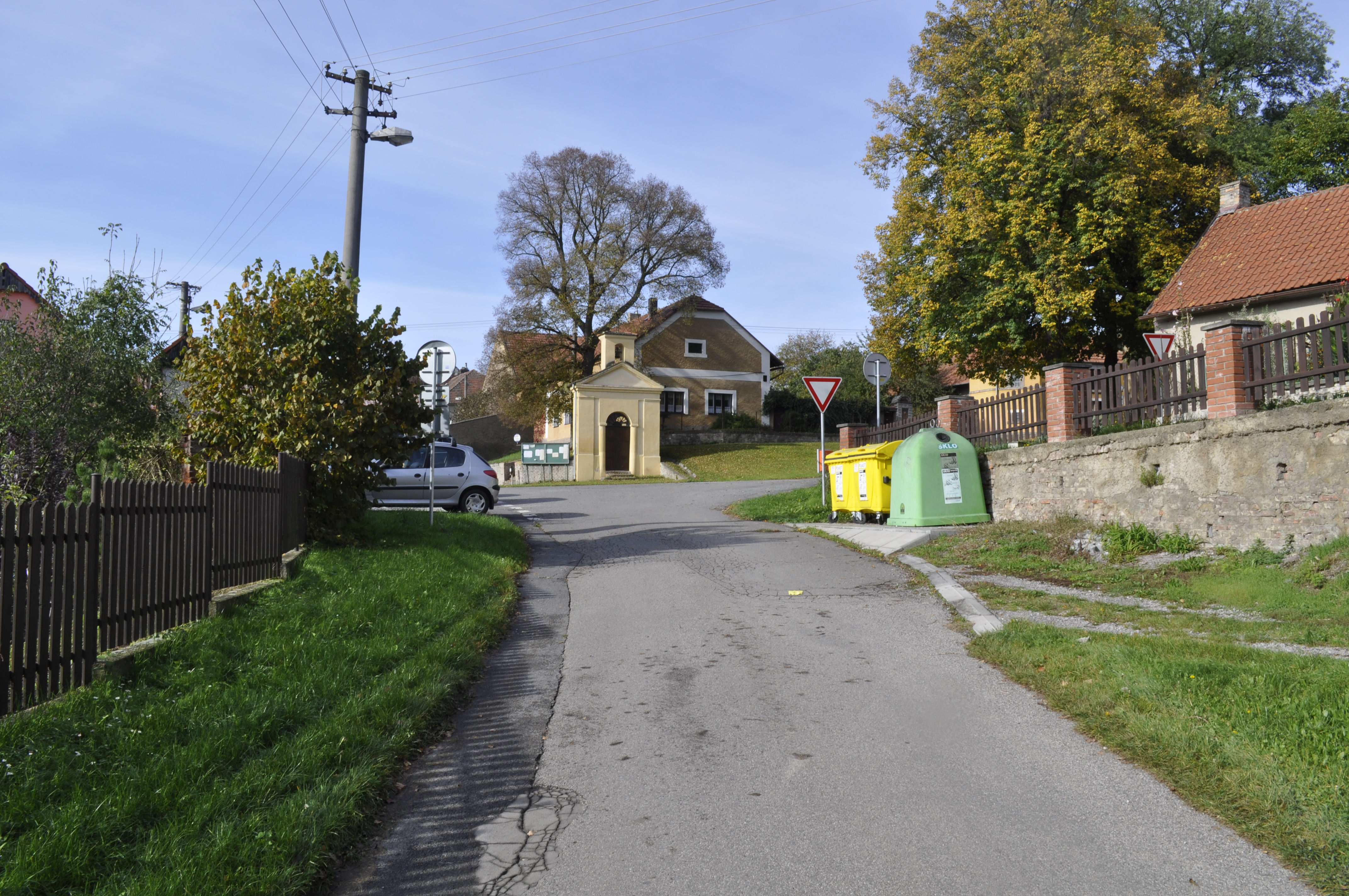
Weg naar de kapel